# Лаймен (Вашингтон)
Лаймен (англ. Lyman) — місто (англ. town) в США, в окрузі Скеджіт штату Вашингтон. Населення — 423 особи (2020).

## Географія
Лаймен розташований за координатами 48°31′25″ пн. ш. 122°3′55″ зх. д. / 48.52361° пн. ш. 122.06528° зх. д. (48.523723, -122.065301).  За даними Бюро перепису населення США в 2010 році місто мало площу 1,98 км², з яких 1,74 км² — суходіл та 0,24 км² — водойми.

## Демографія
Згідно з переписом 2010 року, у місті мешкало 438 осіб у 160 домогосподарствах у складі 111 родини. Густота населення становила 222 особи/км².  Було 172 помешкання (87/км²).
Расовий склад населення:
| - 95,4 % — білих - 1,4 % — корінних американців - 0,2 % — азіатів - 1,8 % — осіб інших рас |

До двох чи більше рас належало 1,1 %. Частка іспаномовних становила 3,4 % від усіх жителів.
За віковим діапазоном населення розподілялося таким чином: 25,3 % — особи молодші 18 років, 63,1 % — особи у віці 18—64 років, 11,6 % — особи у віці 65 років та старші. Медіана віку мешканця становила 36,1 року. На 100 осіб жіночої статі у місті припадало 97,3 чоловіків;  на 100 жінок у віці від 18 років та старших — 98,2 чоловіків також старших 18 років.
Середній дохід на одне домашнє господарство  становив 71 195 доларів США (медіана — 64 286), а середній дохід на одну сім'ю — 70 337 доларів (медіана — 64 107). Медіана доходів становила 64 583 долари для чоловіків та 31 250 доларів для жінок. За межею бідності перебувало 10,9 % осіб, у тому числі 18,9 % дітей у віці до 18 років та 0,0 % осіб у віці 65 років та старших.
Цивільне працевлаштоване населення становило 258 осіб. Основні галузі зайнятості: будівництво — 27,1 %, освіта, охорона здоров'я та соціальна допомога — 19,4 %, виробництво — 17,8 %.